# David René Clair
Le David René Clair est une récompense cinématographique italienne décernée annuellement par l'Académie du cinéma italien dans le cadre des David di Donatello. Ce prix spécial est nommé en hommage au réalisateur français René Clair et est décerné de 1982, année suivant la mort de Clair, à 1987. Il ne doit pas être confondu avec le prix René-Clair, un prix de l'Académie française remis dans le domaine du cinéma depuis 1994 en France.

## Palmarès

### Années 1980
- 1982 : Markus Imhoof pour son film La barque est pleine (Das Boot ist voll) et Jaakko Pakkasvirta pour son film Pedon merkki (ex æquo)
- 1983 : Manuel Gutiérrez Aragón pour son film Démons dans le jardin (Demonios en el jardín)
- 1984 : Sergio Leone pour son film Il était une fois en Amérique (Once Upon a Time in America)
- 1985 : Wim Wenders pour son film Paris, Texas
- 1986 : Federico Fellini pour son film Ginger et Fred (Ginger e Fred)
- 1987 : Jean-Jacques Annaud pour son film Le Nom de la rose